# Кей, Алекс
Алекс Дж. Кей (род. 8 марта 1979 года в Кингстон-апон-Халле, Англия) — британский историк, специализирующийся на нацистской Германии. Считается ведущим специалистом по её истории, как и истории Германии XX века в целом. Известен, прежде всего, благодаря своим публикациям о плане голода и геноциде советских евреев.

## Образование
Получил докторскую степень в Университете имени Гумбольдта в Берлине по специальности «Новая и новейшая история», защитив диссертацию на тему «Neuroordnung and Hungerpolitik: Развитие и совместимость политического и экономического планирования в рамках нацистской иерархии для оккупации Советского Союза, июль 1940 г. — июль 1941 г.». В 2006 году был удостоен первой премии Джорджа Л. Моссе престижного научного журнала Journal of Contemporary History за свою статью «Государственные секретари Германии, массовый голод и встреча 2 мая 1941 года». Был соредактором сборника эссе «Политика нацистов на Восточном фронте, 1941: тотальная война, геноцид и радикализация», который в английском журнале Historical Review был описан как «крупная научная работа».

## Историк нацистской Германии
Проводил научные исследования и писал тексты для передвижной выставки Фонда Мемориала убитым евреям Европы «Was damals Recht war…» — Soldaten und Zivilisten vor Gerichten der Wehrmacht («Каков был тогда закон… — Солдаты и гражданские лица перед судами вермахта»), проходившей в июне 2007 года в Берлине. Спланировал и организовал передвижную выставку Archivberatungsstelle Hessen в Гессенском государственном архиве в Дармштадте Bestandserhaltung — Schutz des Kulturgutes in den hessischen Kommunalarchiven, которая проходила с 15 февраля по 29 марта 2011 года в Дармштадтском Haus der Geschichte. С 2006 по 2014 год был нештатным сортудником в Институте Людвига Больцмана по исследованию последствий войны. Публиковал статьи в нескольких немецких газетах, в том числе в национальных ежедневных газетах Frankfurter Allgemeine Zeitung и Süddeutsche Zeitung, а также в берлинской ежедневной газете Der Tagesspiegel и национальном еженедельнике der Freitag.
С июля 2014 года по декабрь 2016 года был старшим научным координатором в Институте современной истории Мюнхен-Берлин, возглавляя проектную группу по подготовке англоязычной версии 16-томного издания «Преследования и убийства европейских евреев нацистской Германией, 1933—1945». В 2016 году он был избран пожизненным членом Королевского исторического общества. С 2017 года преподает на историческом факультете Потсдамского университета.

## Публикации

### Книги
- Империя истребления. История массовых убийств, совершенных нацистами = Alex J Kay. Empire of Destruction: A History of Nazi Mass Killing. — М.: Альпина нон-фикшн, 2024. — 528 с. — ISBN 978-5-00223-371-7.
- Exploitation, Resettlement, Mass Murder: Political and Economic Planning for German Occupation Policy in the Soviet Union, 1940—1941. Series: Studies on War and Genocide, Vol. 10, Berghahn Books, New York/Oxford 2006 [= Berlin, Humboldt Uni., PhD thesis, 2005 under the title Neuordnung and Hungerpolitik] (paperback edition 2011). ISBN 1-84545-186-4.
- Nazi Policy on the Eastern Front, 1941: Total War, Genocide, and Radicalization. (Co-editor with Jeff Rutherford and David Stahel) With a foreword by Christian Streit. Series: Rochester Studies in East and Central Europe, Vol. 9, University of Rochester Press, Rochester, NY 2012 (paperback edition 2014). ISBN 978-1-58046-407-9.
- The Making of an SS Killer: The Life of Colonel Alfred Filbert, 1905—1990. Cambridge University Press, Cambridge 2016 (hardback and paperback editions). ISBN 978-1-10714-634-1.
  - The Making of an SS Killer. Das Leben des Obersturmbannführers Alfred Filbert 1905—1990. Ferdinand Schöningh, Paderborn 2017. ISBN 978-3-506-78693-7.
- Mass Violence in Nazi-Occupied Europe. (Co-editor with David Stahel) Indiana University Press, Bloomington, IN 2018 (hardback and paperback editions). ISBN 978-0-253-03680-3.
- Empire of Destruction: A History of Nazi Mass Killing[англ.] (2021)

### Статьи и главы из книг (избранные)
- Germany’s Staatssekretäre, Mass Starvation and the Meeting of 2 May 1941. In: Journal of Contemporary History. Vol. 41, 2006, No. 4, pp. 685—700 (awarded the George L. Mosse Prize 2006).
- Revisiting the Meeting of the Staatssekretäre on 2 May 1941: A Response to Klaus Jochen Arnold and Gert C. Lübbers. In: Journal of Contemporary History. Vol. 43, 2008, No. 1, pp. 93-104.
- «Hierbei werden zweifellos zig Millionen Menschen verhungern.» Die deutsche Wirtschaftsplanung für die besetzte Sowjetunion und ihre Umsetzung 1941—1944. In: Transit: Europäische Revue. No. 38, 2009, pp. 57-77.
- Verhungernlassen als Massenmordstrategie. Das Treffen der deutschen Staatssekretäre am 2. Mai 1941. In: Zeitschrift für Weltgeschichte. Vol. 11, 2010, No. 1, pp. 81-105.
- A «War in a Region beyond State Control»? The German-Soviet War, 1941—1944. In: War in History. Vol. 18, 2011, No. 1, pp. 109—122.
- «The Purpose of the Russian Campaign Is the Decimation of the Slavic Population by Thirty Million»: The Radicalization of German Food Policy in Early 1941. In: Alex J. Kay et al. (eds.), Nazi Policy on the Eastern Front, 1941: Total War, Genocide, and Radicalization. University of Rochester Press, Rochester, NY 2012, pp. 101—129.
- Death Threat in the Reichstag, June 13, 1929: Nazi Parliamentary Practice and the Fate of Ernst Heilmann. In: German Studies Review. Vol. 35, 2012, No. 1, pp. 19-32.
- Transition to Genocide, July 1941: Einsatzkommando 9 and the Annihilation of Soviet Jewry. In: Holocaust and Genocide Studies. Vol. 27, 2013, No. 3, pp. 411—442.
- German Economic Plans for the Occupied Soviet Union and their Implementation, 1941—1944. In: Timothy Snyder and Ray Brandon (eds.), Stalin and Europe: Imitation and Domination, 1928—1953. Oxford University Press, New York 2014, pp. 163—189.
  - Niemieckie Plany Gospodarcze dla Okupowanych Terenów Związku Sowieckiego i ich Realizacja, 1941—1944. In: Timothy Snyder and Ray Brandon (eds.), Stalin i Europa, 1928—1953, trans. Sławomir Kędzierski. Wydawnictwo Poznańskie, Poznań 2014, ISBN 978-83-7177-934-3.
- Dr. Hanns Martin Schleyer: «Ich bin alter Nationalsozialist und SS-Führer». In: Wolfgang Proske (ed.), Täter Helfer Trittbrettfahrer[нем.], Band 6: NS-Belastete aus Südbaden. 2nd revised edition. Kugelberg Verlag, Gerstetten 2017, ISBN 978-3-945-89306-7, pp. 301—311.
- Speaking the Unspeakable: The Portrayal of the Wannsee Conference in the Film Conspiracy. In: Holocaust Studies. Vol. 27, 2021, No. 2, pp. 187—200. First published online Open Access, 9 August 2019.
- Crimes of the Wehrmacht: A Re-evaluation. In: Journal of Perpetrator Research. Vol. 3, 2020, No. 1, pp. 95-127.